# Luiz Felipe Faria de Azevedo
Luiz Felipe Faria de Azevedo, né le 8 octobre 1964, à Vitória, dans l'État de l'Espírito Santo, au Brésil, est un ancien joueur brésilien de basket-ball. Il évolue durant sa carrière au poste d'ailier.

## Palmarès
- Champion des Amériques 1988
- 3e du championnat des Amériques 1989
- 3e des Jeux panaméricains de 1995